# Teatro de Cristóbal Colón (Bogotà)

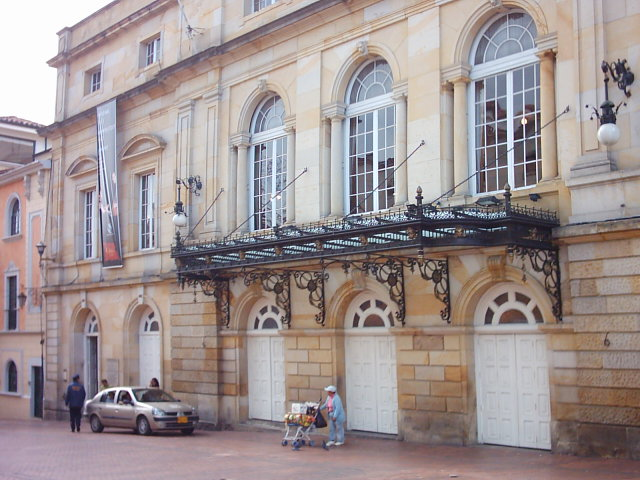
Façana del Teatro de Cristóbal Colón de Bogotá

El Teatro de Cristóbal Colón o Teatro Colón de Bogotà és el teatre nacional de Colòmbia, construït en una àrea de 2.400 metres quadrats. El seu estil és neoclàssic i la seva façana d'ordre dòric, en pedra tallada. Fou dissenyat per l'arquitecte italià Pietro Cantini, que aleshores treballava en la construcció del Capitolio Nacional. El 5 d'octubre de 1885 fou col·locada la primera pedra i inaugurat el 12 d'octubre de 1892 en commemoració del Quart centenari del descomiment d'Amèrica. Disposa de tres espais: la Sala Principal amb un aforament de 908 seients, la Sala Foyer ubicada en el segon nivell on es fan concerts amb orquestres petites i grups de cambra. Té una capacitat per a 150-200 espectadors i la Sala Víctor Mallarino on es va desenvolupar l'Escuela Nacional de Arte Dramático de Colombia.